# مروة الرحالي
بطلة قومية تونسية في الملاكمة ولدت في 28 من مارس عام 1988 في مدينة قعفور بشمال غربي تونس.
كانت تتدرب على يد شرجوي حمادي, قامت بتمثيل تونس في بطولة الألعاب الاولمبية التي اقيمت في لندن عام 2012 شاركت في الملاكمة بوزن الذبابة, خرجت من المسابقة ففي ربع النهائي على يد الهندية ماي كوم بنتيجة 6-15 

## الإنجازات
2011 فازت بالمركز الأول في البطولة العالمية للإناث في تونس –وزن 51 كجم..
2011 فازت بالمركز الأول في بطولة تونس المحلية وزن 51كجم.
2010 المركز الأول في بطولة كأس الامم الأفريقية التي اقيمت في الجزائر.
2010 المركز الأول في البطولة العالمية للإناث في ضاحية المنزه بتونس 51كجم.
2009 المركز الثاني في بطولة مدينة بيجا بتونس بوزن 51 كجم.

## روابط خارجية
- مروة الرحالي على موقع أوليمبيديا (الإنجليزية)